# Kobe Corbanie
Kobe Corbanie (10 mei 2005) is een Belgisch voetballer die onder contract ligt bij Royal Antwerp FC.

## Carrière
Corbanie ruilde in 2018 de jeugdopleiding van Lierse SK voor die van Royal Antwerp FC. In het seizoen 2022/23 stroomde hij door naar de Young Reds, het beloftenelftal van Antwerp in Eerste nationale. Tijdens de WK-break was hij een van de vier Antwerp-jongeren die met de eerste ploeg mee op stage naar Dubai mochten.
Op 15 januari 2023 maakte hij zijn officiële debuut in het eerste elftal van Antwerp: in de competitiewedstrijd tegen Union Sint-Gillis (2-0-verlies) liet trainer Mark van Bommel hem in de 85e minuut invallen voor Arthur Vermeeren. Van Bommel liet hem dat seizoen zes keer invallen in de competitie en eenmaal in de Beker van België. Op de competitiewedstrijd tegen KV Mechelen (5-0-zege) na, mocht Corbanie telkens wel slechts een paar minuten voor het einde van de reguliere speeltijd (of verlengingen in het geval van de bekerwedstrijd tegen Union Sint-Gillis) invallen. Op het einde van zijn debuutseizoen bij de eerste ploeg had Corbanie met de landstitel en de Beker van België al twee prijzen op zijn erelijst staan. Eind juni 2023 ondertekende hij een profcontract tot medio 2026 bij Antwerp.
Op 1 november 2023 kreeg Corbanie zijn eerste basisplaats bij Antwerp: in de bekerwedstrijd tegen Lierse Kempenzonen (1-4-winst) mocht hij een hele wedstrijd meespelen. Zes dagen later maakte hij ook zijn Europese debuut in de Champions League-groepswedstrijd tegen FC Porto, zij het wel als invaller. Op 4 februari 2024 opende hij zijn doelpuntenrekening voor Antwerp: Corbanie viel in de 85e minuut in bij een 0-1-achterstand, maakte een minuut later gelijk met een afstandsschot en zag hoe Jacob Ondrejka er diep in de blessuretijd zelfs nog 2-1 van maakte.

## Clubstatistieken
| Seizoen         | Club             | Land            | Competitie       | Competitie | Competitie | Beker | Beker | Supercup | Supercup | Europees | Europees | Totaal | Totaal |
| Seizoen         | Club             | Land            | Competitie       | Wed.       | Dlp.       | Wed.  | Dlp.  | Wed.     | Dlp.     | Wed.     | Dlp.     | Wed.   | Dlp.   |
| --------------- | ---------------- | --------------- | ---------------- | ---------- | ---------- | ----- | ----- | -------- | -------- | -------- | -------- | ------ | ------ |
| 2022/23         | Young Reds       | Vlag van België | Eerste nationale | 15         | 0          | —     | —     | —        | —        | —        | —        | 15     | 0      |
| 2022/23         | Royal Antwerp FC | Vlag van België | Eerste klasse A  | 6          | 0          | 1     | 0     | —        | —        | 0        | 0        | 7      | 0      |
| 2023/24         | Young Reds       | Vlag van België | Eerste nationale | 5          | 0          | —     | —     | —        | —        | —        | —        | 5      | 0      |
| 2023/24         | Royal Antwerp FC | Vlag van België | Eerste klasse A  | 10         | 1          | 4     | 0     | 0        | 0        | 2        | 0        | 16     | 1      |
| 2024/25         | Royal Antwerp FC | Vlag van België | Eerste klasse A  | 7          | 0          | 0     | 0     | —        | —        | —        | —        | 7      | 0      |
| Carrière totaal | Carrière totaal  | Carrière totaal | Carrière totaal  | 43         | 1          | 5     | 0     | 0        | 0        | 2        | 0        | 50     | 1      |

Bijgewerkt op 22 oktober 2024.

## Privé
- Gaston Van Camp, de oudoom van Corbanie, speelde tussen 1978 en 1981 meer dan 50 officiële wedstrijden in het eerste elftal van Antwerp FC.[9][10]